# Piper diguetii
Piper diguetii är en pepparväxtart som beskrevs av C. Dc.. Piper diguetii ingår i släktet Piper och familjen pepparväxter. Inga underarter finns listade i Catalogue of Life.